# Кузьмич Володимир Савич
Володи́мир Са́вич Кузьми́ч (14 (27) червня 1904, м. Бахмач, Чернігівська губернія, Російська імперія — 4 жовтня 1943, Ташкент, Узбецька РСР, СРСР) — український прозаїк.

## Біографія
Володимир Кузьмич народився в містечку Бахмач на Чернігівщині в сім'ї робітника-залізничника. Після смерті батька дев'ятирічним хлоп'ям разом із братом потрапив до сирітського притулку в Полтаві. З неймовірними труднощами здобув гімназійну освіту.
Вже під час совєцької окупації закінчив юридичний факультет Харківського інституту народного господарства (1929) та аспірантуру при кафедрі літературознавства Українського інституту червоної професури (1932).

## Творча діяльність

Ярослав Гримайло, Володимир Кузьмич. Дніпробуд: піонерам Дніпробуду присвячуємо. 1932.

Перше оповідання надрукував 1925 року. Відтоді його твори стали часто з'являтися на сторінках журналів «Червоні квіти», «Плужанин», «Молодняк», «Червоний шлях», «Гарт». Досить інтенсивно працював прозаїком. Біобібліографічний словник «Українські письменники» фіксує 32 окремі видання творів Кузьмича (1927–1941).
Критика не залишала поза увагою творчість Володимира Кузьмича. Писали про нього й товариші по перу — Іван Багмут, Лесь Гомін та ін.
Остання його книжка «У грозу» видана 1941 р. в бібліотечці «Фронт і тил» (Київ — Харків). У 1942 році Кузьмича було репресовано.

## Твори
Збірки оповідань та повістей:
- «Італійка з Мадженто» (1927)
- «Наган» (1927)
- «Хао-Жень» (1928)
- «Міна» (1929)
- «Польот над Кавказом» (1929)
- «Євстрат» (1930)
- «Жовтий рикша» (1930)
- «Повидло» (1930)
- «Шість тисяч метрів» (1930)
- «Індустріада» (1931)
- «Кораблі» (1931)
- «Перший криголам» (1931)
- «Батальйон п'ятирічки» (1932)
- «Турбіни» (1932)
- «Рідовиступ» (1933)
- «Висоти» (1934)
- «Оповідання» (1935)
- «Океан» (1939)
- «Сто хлібин» (1940)
- «Дружина пілота» (1941)
- «У грозу» (1941)

Роман:
- «Крила» (1930)

## Реабілітація
Слідчу справу В. Кузьмича в архівах не виявлено. В особовій справі Володимира Савича Кузьмича, яка зберігається в Спілці письменників України, є копія ухвали Судової колегії з кримінальних справ Верховного Суду Казахської РСР від 20 вересня 1957 р. про скасування постанови Особливої наради при НКВС СРСР від 5 липня 1943 р. щодо Кузьмича В. С.
Там же підшита й копія свідоцтва від 19 березня 1951 року про його смерть, згідно з яким він помер 4 жовтня 1943 року. Причина смерті — пелагра, місце поховання не зазначено. Можна припустити, що Володимир Кузьмич помер від хвороби, спричиненої доконечним виснаженням в одному з таборів НКВС. Володимир Кузьмич реабілітований посмертно 20 вересня 1957 року.